# 8667 Фонтане
8667 Фонтане (8667 Fontane) — астероїд головного поясу, відкритий 9 квітня 1991 року.
Тіссеранів параметр щодо Юпітера — 3,500.